# ロバート・フランク
ロバート・フランク（Robert Frank, 1924年11月9日 - 2019年9月9日）は、アメリカ合衆国の写真家。現代を代表する写真家の一人である。

## 経歴
スイス・チューリッヒ生まれ。1947年にアメリカに渡る。「ハーパーズ・バザー」のファッション・カメラマンをへて、1951年に雑誌「ライフ」の若手写真家コンテストで入賞。外国人として初のグッゲンハイム奨学金を受け、1955年から56年にかけてアメリカ撮影旅行にでかける。
1958年、代表作である「アメリカ人」("Les Americains")をフランスで発表、翌年にはジャック・ケルアックが序文を書いたアメリカ版（The Americans）が出版され、後に続く写真家に多大な影響を与えた。
一時は映画製作を中心に活動し、写真界から離れ個人映画の制作に没頭。「わたしのヒナギクを摘め（Pull My Daisy（英語: Pull My Daisy））」(’59年)などを制作。ユージン・スミスの写真展を手掛けた元村和彦の企画で、1972年には写真集第2作目「私の手の詩(The Lines of My Hand)」を日米で出版した。
2019年9月9日、カナダ・ノバスコシア州にて死去。

## 代表作
- アメリカ人 "Les Americains" (1958年　Robert Delpire）
- Lines of My Hand(1972年　Lustrum press)
- Moving Out（回顧展の図録　1994年　Scalo Publishers）

## 日本語版
- 『私の手の詩 ロバート・フランク写真集』邑元舎, 1972
- 『花は… ロバート・フランク写真集』邑元舎, 1987.11
- 『アメリカンズ :ロバート・フランク写真集』宝島社, 1993.12